# Фара-Новарезе
Фара-Новарезе (італ. Fara Novarese) — муніципалітет в Італії, у регіоні П'ємонт,  провінція Новара.
Фара-Новарезе розташована на відстані близько 520 км на північний захід від Рима, 85 км на північний схід від Турина, 17 км на північний захід від Новари.
Населення — 2078 осіб (2014).
Щорічний фестиваль відбувається 12 лютого. Покровитель — San Damiano.

## Демографія
Населення за роками:

Станом на 1 січня 2023 року в муніципалітеті офіційно проживало 218 іноземців з 26 країн, серед них 66 громадян країн Євросоюзу та 18 громадян України.

## Сусідні муніципалітети
- Баренго
- Бріона
- Карпіньяно-Сезія
- Кавальйо-д'Агонья
- Сіццано